# Claes Tornberg
Claes Egmont Tornberg, född 10 februari 1936 i Västerås församling i Västmanlands län, är en svensk sjöofficer.
Tornberg tog studentexamen i Stockholm 1955 och blev efter sjöofficersexamen fänrik i flottan 1958. År 1960 befordrades han till löjtnant och 1960–1961 gick han torpedutbildning. Han befordrades 1966 till kapten och gick stabskursen vid Militärhögskolan 1966–1968. Åren 1970–1974 var han detaljchef vid Operationsledningen i Försvarsstaben, under vilken tid han befordrades till kommendörkapten av andra graden 1971 och kommendörkapten av första graden 1972. Han var avdelningschef i Planeringssektionen i Marinstaben 1974–1976 och utbildade sig vid Naval War College i USA 1976–1977, varpå han var chef för 11. torpedbåtsdivisionen 1977–1979. År 1979 blev han kommendörkapten med särskild tjänsteställning och var 1979–1983 chef för Planeringssektionen i Marinstaben, befordrad till kommendör 1981.
Han var flaggkapten i Kustflottan 1983–1985, varpå han 1985 befordrades till konteramiral och var chef för Kustflottan 1985–1990. Därefter var han rektor för Militärhögskolan 1990–1996. Efter att Militärhögskolan slogs samman med gamla Försvarshögskolan den 1 januari 1997 var han rektor för nya Försvarshögskolan till och med den 31 mars 1998, då han lämnade Försvarsmakten.
Tornberg var 1998–1999 konsult för Mercuri Urval och Senior Advisor för Dufwa Ledarskap AB. Han har också varit arbetande vice styrelseordförande för Kockums. Sedan 2000 bedriver han egen konsultverksamhet med ”senior management programs”.
Claes Tornberg invaldes 1977 som ledamot av Kungliga Örlogsmannasällskapet och var dess ordförande 1992–2000. Han invaldes 1983 som ledamot av Kungliga Krigsvetenskapsakademien. Åren 1987–1998 var han inspektor för föreningen UppSjö.

## Utmärkelser
- Hans Majestät Konungens medalj, 12:e storleken i högblått band (2007)[3]
- Kungliga Örlogsmannasällskapets förtjänstmedalj i guld (1999)[4]